# Leucauge nigricauda
Leucauge nigricauda este o specie de păianjeni din genul Leucauge, familia Tetragnathidae, descrisă de Simon, 1903. Conform Catalogue of Life specia Leucauge nigricauda nu are subspecii cunoscute.